# World of Our Own
World of Our Own är en låt av pojkbandet Westlife. Låten släppes 2002-02-18 och är gruppens elfte officiella singel.
World of Our Own nådde förstaplatsen på UK Singles Chart, och som bäst en 11:e plats på svenska singellistan. Låten var med i Disney Channel Original Movie-filmen You Wish!